# Ernie Crutchlow
Ernest "Ernie" Crutchlow (Nuneaton, 6 de novembro de 1948) é um ex-ciclista britânico. Competiu nos Jogos Olímpicos de 1972, em Munique.